# Teiu (gmina w okręgu Ardżesz)
Teiu – gmina w Rumunii, w okręgu Ardżesz. Obejmuje miejscowości Leșile i Teiu. W 2011 roku liczyła 1594 mieszkańców.